# Carpocrate
Carpocrate (in greco: Καρποκράτης, Karpokrates; Alessandria d'Egitto, I secolo d.C. – Cefalonia, 138) è stato un filosofo e predicatore egizio di lingua greca, vissuto sotto l'Impero Romano, fondatore di una scuola di ispirazione gnostica cristiana antinomista, i carpocraziani, caratterizzati da un'etica "libertina" ed edonista. 
Secondo gli antinomiani, corrente gnostica minore, di cui il carpocratismo rappresenta un'estremizzazione, l'ascetismo degli altri gruppi gnostici e del cristianesimo deve essere rifiutato: poiché il Dio degli ebrei e dei cristiani (Yahweh, per gli gnostici un dio minore nonché il crudele Demiurgo Yaldabaoth, creatore della materia), impose una legge morale nel Vecchio Testamento, l'opposizione a lui (specialmente in materia sessuale e politica) era un dovere e la violazione della sua legge un'obbligazione solenne, per fare sì che l'anima si liberi dal mondo fisico e raggiunga il vero Dio nel pleroma.

## Biografia
Discepolo del docetista Cerinto, della sua vita si conoscono pochi particolari: predicò, ad Alessandria, una dottrina che univa i fondamenti platonici al verbo di Cristo durante il regno dell'imperatore Adriano, fondò una sua scuola gnostica (carpocraziana) ed ebbe un figlio, Epifane o Epifanio che gli succedette. Queste poche notizie possono essere trovate in una lettera attribuita allo stesso Epifane ed in uno scritto di Ireneo di Lione. Tertulliano definì Carpocrate "mago e fornicatore". Si sa, inoltre, che Carpocrate non si trasferì mai a Roma, anche se, in seguito, vi si stabilì una comunità di carpocraziani. Carpocrate sarebbe morto a Cefalonia, isola dell'Epiro, lo stesso anno in cui morì Adriano.
Secondo una interessante teoria, Carpocrate non è un nome proprio di persona, ma un titolo. Infatti esisteva una divinità greca chiamata Harpocrates che presiedeva ai misteri ed ai riti. Carpocrate, per assonanza quindi, poteva essere il titolo del capo carismatico della setta gnostica dei carpocraziani.

## Epifane (figlio)
Le poche notizie sulla sua vita ci sono state tramandate da Clemente Alessandrino. Sembra che fosse figlio di Carpocrate e di Alessandria, alessandrino per parte di padre, cefallenio per parte di madre.
Secondo alcuni studiosi, Epifane morì a Sami di Cefalonia, all'età di 17 anni, a causa dei suoi vizi. Altri studiosi moderni, invece, sostengono che in realtà Epifane non sia mai esistito, ma che sia stato un mito creato dai carpocraziani, che in suo onore avevano fatto erigere un tempio sull'isola di Samo.. San Giustino, Ireneo ed Eusebio di Cesarea proclamarono che "la reputazione di questi uomini portò l'infamia sull'intera razza Cristiana".

## Dottrina
La dottrina carpocraziana si basa su tre punti fondamentali, derivati dalla teologia gnostica ma integrati con aggiunte originali:
- il mondo non è frutto della volontà del Padre ingenerato e sconosciuto (l'Uno), ma di potenze inferiori, demoni, nella dottrina gnostica chiamati arconti e derivanti dal demiurgo, creatore della materia, figlio dell'eone Sophia (da lei generato per errore) che gli ofiti ad esempio vedevano rappresentata nel serpente biblico del Giardino dell'Eden, svolgente funzione positiva (non identificato col male come il Lucifero descritto delle religioni abramitiche) in quanto opposto al demiurgo Yahweh/Yaldabaoth e inviato per liberare gli uomini da esso; più che a ofiti e cainiti, però, i carpocraziani erano vicini alla scuola antinomita del nicolaismo (la setta dei nicolaiti, che professava questo credo, esisteva fin dai tempi degli Apostoli, il loro principio, secondo Origene era "parachresthai te sark", cioè "bisogna abusare del proprio corpo"); il demiurgo e questi arconti, accoppiandosi tra di loro, hanno quindi generato il mondo sensibile cercando di copiare quello divino. Dai loro accoppiamenti sono nati anche i corpi degli uomini, usati come prigioni per le loro anime;
- Gesù era effettivamente il figlio di Giuseppe e Maria, ma, grazie alle virtù della sua anima ferma e pura che era dotata della reminiscenza delle cose viste durante il soggiorno presso il Padre (che non è il crudele demiurgo dell'Antico Testamento, come esplicitato nei vangeli gnostici, ad esempio nel Vangelo di Giuda), gli furono concessi dei poteri particolari, gli stessi poteri che furono conferiti agli apostoli durante la Pentecoste con la discesa dello Spirito Santo (in altre scuole gnostiche egli è l'eone Cristo, controparte di Sophia). Egli, inoltre, conosceva il segreto per sfuggire alla prigione terrena: disprezzare le leggi della società, ponendo fine così alla tirannia delle inibizioni; il Decalogo, anche quando pare predicare il bene) è opera del demiurgo, quindi non va seguito per buona parte;
- ogni uomo, attraverso la metempsicosi, tramutando ogni accadimento in esperienza, ha la possibilità di essere investito degli stessi poteri di Gesù. Una volta raggiunto tale stadio, l'anima si può liberare dal giogo delle rinascite, e risalire i sette cieli dominati dai demoni che crearono il mondo per poi giungere fino al Padre.

Perciò, le anime, per poter uscire dal ciclo della reincarnazione, dovevano soltanto accettare passivamente i desideri. In conseguenza di ciò i carpocraziani predicavano il libertinaggio, il rifiuto del matrimonio, l'abolizione delle caste sociali e la comunione dei beni, e si dedicavano alle arti magiche ed alla preparazione di filtri d'amore. Alcune anime, particolarmente potenti, potevano uscire dal ciclo nel corso di una sola vita. Questo comportamento scandalizzò sia molti maestri gnostici di altre scuole sia i cristiani, che combatterono furiosamente questa setta fino a farla completamente scomparire nel IV secolo, dopo averne distrutto quasi tutti i documenti scritti.
Tuttavia, queste notizie sono forse da ricollegare alla setta piuttosto che al suo fondatore, di cui i riferimenti gnostici non sono ancora chiari. Probabilmente vi fu su di lui e sugli antinomiti un'influenza del paganesimo (es. misteri dionisiaci) più che del cristianesimo delle origini, della magia sessuale egizia e del pitagorismo, unita ad un'etica epicurea o cirenaica giustificata però spiritualmente con i principi gnostico-cristiani delle sette coeve, da Carpocrate fusi con le proprie idee.
Clemente Alessandrino, oltre a pochi cenni biografici, riporta anche alcuni passi dell'opera di Epifane, Della Giustizia. In questa il figlio di Carpocrate, ricollegandosi all'antica contrapposizione d'origine pagana tra Natura e Legge, vedeva nelle leggi umane (Legge Mosaica), che sanciscono il diritto di proprietà, una grave trasgressione delle leggi divine, fondate sulla comunanza di ogni bene, anche «la donna ha congiunto con l'uomo e ugualmente accoppiato tutti gli animali e così ha manifestato la giustizia come comunanza con uguaglianza. Ma coloro che erano nati grazie a questo principio hanno rifiutato la comunanza che produce la loro nascita e dicono: "Chi ha preso una donna se la conservi, mentre tutti potrebbero averle in comune, come fanno vedere gli altri animali"». 
In una sua lettera, inoltre, scrisse che Dio aveva voluto scherzare (in questo caso la matrice gnostica è poco evidente), stabilendo il comandamento di non desiderare la donna o la roba altrui: se era stato Dio a creare il desiderio sessuale, il suo vero messaggio, secondo Epifane, era di spartire tutto con tutti, ovvero il libertinaggio più spinto.
Il testo di Clemente, piuttosto generico, non presenta comunque chiari riferimenti a concezioni gnostiche, anzi si parla con chiarezza di un Dio sommo creatore del mondo, quando invece nella gnosi la creazione del mondo materiale è attribuita a un Dio inferiore.

## Carpocraziani
La gnosi dei Carpocraziani fu diffusa a Roma, al tempo di papa Aniceto da una tal Marcellina. Ireneo in Adversus haereses, oltre a varie notizie su pratiche magiche, fornisce una breve descrizione etica dei principi morali della setta, legati solo dalle esigenze di fede e amore, considerando ogni altro sentimento indifferente alla Redenzione dell'anima anzi considerando essenziale il commettere tutti i peccati «e in relazione alla trasmigrazione delle anime nei corpi essi affermano che le anime in ogni vita debbono provare ogni esperienza», in modo da esaurire tutti i peccati e liberarsi dal corpo materiale; proponendo come esempio da seguire il Cristo, ritenuto un semplice uomo vivificato da una potenza divina che gli ha permesso di risalire nel mondo divino. A questa visione etica corrisponde una complessa cosmologia fondata su arconti (angeli) creatori del mondo.
La scuola carpocraziana scomparve ancora prima dello gnosticismo maggioritario, di natura più ascetica, ma componenti edoniste ritorneranno nel cristianesimo eretico successivo (libertini eruditi spirituali seguaci di Gioacchino da Fiore, dolciniani, William Blake).